# بتيت ساغوناي (كيبك)
بتيت ساغوناي (بالإنجليزية: Petit-Saguenay, Quebec)‏ هي بلدية محلية في كيبيك تقع في كندا في Le Fjord-du-Saguenay. يقدر عدد سكانها بـ 727 نسمة ومساحتها 337.10 كم2 .